# Pseudonortonia somala
Pseudonortonia somala är en stekelart som beskrevs av Giordani Soika 1989. Pseudonortonia somala ingår i släktet Pseudonortonia och familjen Eumenidae. Inga underarter finns listade i Catalogue of Life.